# 노화도
노화도(蘆花島)는 대한민국 남해안의 섬으로, 전라남도 완도군 노화읍에 속한다. 면적은 약 25km2.